# Segunda Fitna
La segunda fitna o segunda guerra civil islámica fue un periodo de desorden político y militar formado por una serie de conflictos que aparentemente no estaban conectados directamente entre sí y que tuvieron lugar en el mundo islámico durante el gobierno de los primeros califas omeyas. La segunda fitna se originó tras la muerte del primer califa omeya Muawiya I en 680 y duró alrededor de doce años. La guerra involucró la supresión de dos retos a la dinastía omeya, el primero por parte de Husáin ibn Ali, así como de sus simpatizantes incluyendo a Solimán ibn Surad y a Mujtar al-Thaqafi quienes se alzaron en armas en Irak en venganza por su muerte, y el segundo por parte de Abd Allah ibn al-Zubayr.
Las raíces de la guerra civil se remontan a la primera fitna. Tras el asesinato del tercer califa Uthmán, la comunidad islámica experimentó su primera guerra civil sobre la cuestión del liderazgo, siendo los principales contendores Alí y Muawiya. Tras el asesinato de Alí en 661 y la abdicación de su sucesor Hasan el mismo año, Muawiya quedó como monarca del califato. El movimiento sin precedentes de Muawiya de postular a su hijo Yazid como su sucesor generó oposición y las tensiones se dispararon tras su muerte. Husáin ibn Ali (hijo de Alí y hermano de Hasan) fue invitado por los simpatizantes de la familia de Alí (los alidas) en la ciudad de Kufa a derrocar a los omeyas, pero fue asesinado con su pequeña compañía mientras se dirigía a Kufa en la batalla de Kerbala en octubre de 680. 
El ejército de Yazid asaltó a los rebeldes antigubernamentales en Medina en agosto de 683 y en seguida puso sitio a La Meca, donde Ibn al-Zubayr se había establecido en oposición a Yazid. Tras la muerte de Yazid en noviembre, se dio fin al sitio y la autoridad omeya desapareció del califato excepto en ciertas partes de Siria. Una serie de movimientos proalidas que exigían venganza por la muerte de Husáin surgieron en Kufa, empezando por el movimiento de penitentes de Ibn Surad, que fue aplastado por los omeyas en la batalla de Ayn al-Warda en enero de 685. Kufa fue entonces conquistada por Mujtar al-Thaqafi. Aunque sus tropas vencieron a un inmenso ejército omeya en la batalla de Jazir en agosto de 686, Mujtar y sus simpatizantes fueron masacrados por los zubayritas en abril de 687 tras una serie de batallas.
Otros musulmanes importantes rechazaron el gobierno omeya en los años inmediatamente posteriores a la muerte de Huseín, incluyendo a Mujtar al-Thaqafi, quien afirmaba representar a otro hijo de Alí, Muhammad ibn al-Hanafiyyah, y también Ibn al-Zubayr, que representaba una alternativa piadosa a ciertas políticas opresivas de los omeya. Yazid tuvo que hacer frente a la revuelta de Ibn al-Zubayr, que era hijo de un antiguo compañero del profeta, Zubayr ibn al-Awwam, e hijo de  Asma bin Abu Bakr (hija a su vez del primer califa, Abu Bakr, y medio hermana de Aisha, tercera mujer de Mahoma). Ibn al-Zubayr fue el primer musulmán en nacer en Medina tras la héjira. La rebelión de al-Zubayr fue vista por muchos como un intento de volver a los valores originarios de la primera comunidad islámica y su levantamiento fue bienvenido por algunos grupos disconformes con el régimen omeya por distintos motivos. El gobierno omeya se debilitó aún más tras la súbita muerte de Yazid y el ascenso al trono de su hijo, el enfermizo e incompetente Muawiya II, quien gobernó apenas por unos meses en 683, y al morir al poco tiempo sin descendientes puso fin a la dinastía sufiánida, así como a las campañas militares contra al-Zubayr.
La autoridad omeya fuera de Siria ya había empezado a disolverse, pero entonces desapareció casi completamente, permitiendo el surgimiento de varios candidatos al título califal, tanto omeyas y como no omeyas. De estos, destacaron cuatro: al-Zubayr, quien tras la muerte de Yazid gobernaba ya desde La Meca; Al-Dahhak ibn Qays al-Fihri, un omeya que había servido bajo Muawiya y Yazid como jefe de seguridad; Hasán ibn Malik ibn Bahdal, primo de Yazid y gobernador omeya de Palestina y Jordania durante los reinados de Muawiya I y Yazid I; y Al-Ashdaq, otro príncipe omeya que había sido gobernador de Medina durante el reino de Yazid.
Mientras la facción dirigida por Al-Dahhak ibn Qays al-Fihri había decidido apoyar la elección de Ibn al-Zubayr como califa, la encabezada por Ibn Bahdal proclamó a comienzos del verano de 684 a Marwán ibn al-Hákam califa en al-Jabiya, cerca de Damasco. Tras la victoria en March Ráhit, Marwán consolidó su posición casándose con Fajita ibn Abi Hashim, la viuda de Yazid I, jurando que el hijo de este, Jalid ibn Yazid, sería su sucesor. Una vez fue elegido califa, sin embargo, nombró a su hijo Abd al-Málik heredero al califato. Tras derrotar luego a Musab ibn al-Zubayr, el hermano de Abd Allah ibn al-Zubayr, envió a su general Ubayd Allah ibn Ziyad a conquistar Irak. Marwán murió en 685, según algunas versiones asesinado por su esposa Fajita, antes de que Irak fuera conquistado. Le sucedió en el trono su hijo, Abd al-Málik. La mayoría de provincias reconocían a Ibn al-Zubayr como califa. 
A Marwán le sucedió su hijo Abd al-Malik. Durante su gobierno, la guerra civil se intensificó. Ibn al-Zubayr fue aislado en las regiones de Tihamah e Hiyaz, donde los jariyíes establecieron un Estado independiente en Arabia central en 684. Otros levantamientos jariyíes siguieron en Irak e Irán, mientras que los chiíes se rebelaron en Kufa mandados por Mujtar al-Thaqafi para vengar la muerte de Husáin y para promover al título califal a otro de los hijos de Alí, Muhammad ibn al-Hanafiya. Tras derrotar a sus rivales sirios, en particular a Al-Ashdaq y llevar a cabo campañas militares en Irak y en el norte de Mesopotamia, al-Málik finalmente envió un ejército contra La Meca en 691, desde donde al-Zubair gobernaba como califa rival. El ejército sirio se impuso al enemigo, restableciendo la autoridad omeya en la zona: tras poner sitio durante seis meses a La Meca en 692, Al-Hayyach ibn Yúsuf, general de confianza del califa omeya y futuro gobernador de Irak, pudo por fin derrotar y matar a Ibn al-Zubayr en 692, acabando así con este período de excepcionales turbulencias.
Si bien al-Málik fue proclamado califa en 685, fue probablemente solo con la muerte de al-Zubayr en 692 que fue reconocido generalmente como tal. El sitio de La Meca, que duró alrededor de seis meses, incluyó bombardeos con catapultas y el corte del abastecimiento de la ciudad, y generó un incendio que destruyó parte de la Kaaba. Estos daños reforzaron las críticas en contra de los omeyas, a los que se tildó de usurpadores irreligiosos del poder. Por su parte, Abd al-Málik dio inicio al proceso que hizo del árabe la lengua franca del imperio y construyó la Cúpula de la Roca en Jerusalén. Durante su reinado, la política vagamente federal y altamente ideológica de los primeros califas dio paso a un estado burocrático basado en las tierras, que experimentaría una nueva fase de expansión imperial que incluyó el intento de conquista de Constantinopla en 716/717. Aquneu el califato omeya estuvo a punto de desaparecer con la muerte de Muawiya, la familia conservó el poder: a al-Málik le sucedieron cuatro de sus hijos, tres de sus nietos y dos de sus sobrinos, y las instituciones e ideas militares, administrativas e ideológicas que pusieron en práctica sobrevivieron varios siglos.
Abd al-Málik hizo reformas claves en la estructura administrativa del califato, incluyendo aumentar el poder califal, reestructurar el ejército y arabizar e islamizar la burocracia. Los acontecimientos de la segunda fitna intensificaron las tendencias sectarias en el islam y varias doctrinas se desarrollaron en lo que luego vendrían a ser las denominaciones suníes y chiíes del islam.

## Antecedentes
Los rebeldes y la población de Medina proclamaron califa a Alí —primo y yerno del profeta Mahoma— tras el asesinato de Uthmán, el tercero en desempeñar el cargo, en el 656. Sin embargo, la mayoría de los coraichitas —el conjunto de clanes de La Meca a los que habían pertenecido tanto Mahoma como los tres primeros califas— rehusaron reconocer la autoridad de Alí, acaudillados por los antiguos compañeros del profeta Talja ibn Ubaidalá y Zubayr ibn al-Awam, y por su viuda Aisha. Estos clamaron venganza contra los asesinos de Uthmán y exigieron la elección de un nuevo califa mediante consulta, lo que desencadenó la primera fitna o guerra civil musulmana. Alí venció a sus contrincantes en la batalla del Camello disputada en las proximidades de Basora en noviembre del 656 y seguidamente trasladó la capital a la ciudad iraquí de Kufa, donde ya existía una guarnición musulmana.
Muawiya, gobernador del Levante y miembro del clan omeya al que también había pertenecido el difunto Uthmán, puso en tela de juicio la legitimidad de Alí y se enfrentó a él en la batalla de Siffín (julio del 657), que no tuvo un vencedor claro. Las huestes de Alí se habían negado a combatir a las de su rival después de que este solicitase un arbitraje entre los dos bandos. Alí se avino a parlamentar de mala gana y parte de sus seguidores, conocidos luego como jariyíes, lo abandonaron por ello, tildando el proceso de arbitraje de blasfemo. El arbitraje de hecho no resolvió el conflicto. Alí fue finalmente asesinado por un jariyí en enero del 661, después de que sus tropas hubiesen aniquilado a casi todos ellos en la batalla de Nahrawan. El primogénito de Alí, Hasán, le sucedió en el cargo de califa, pero Muawiya tampoco aceptó su autoridad e invadió Irak. Hasán le cedió el título de califa al gobernador como parte de un acuerdo que puso fin a la guerra civil, dando inicio al Califato Omeya. La capital pasó a Damasco.

### Sucesión de Yazid

Principales maniobras y batallas de la segunda guerra civil musulmana:
Campañas omeyas de Ibn Ziyad (684-686)
Campañas omeyas de Muslim ibn Uqba y Huseín ibn Numair (682-683)
Campañas omeyas de Abd al-Malik y al-Hachach (691-692)
Campaña subairí (686)
El color de las batallas indica el vencedor: omeya (rojo), subairí (azul) o alí (negro). Lo mismo sucede con los asedios: omeya (rojo) o subairí (azul).

El tratado trajo un paz pasajera, pero no aclaró el sistema sucesorio para el cargo de califa. En consecuencia, la sucesión seguía siendo un posible motivo de disputas. Los únicos precedentes en la historia islámica eran la elección y la guerra civil: la primera no era factible para el califa Muawiya y la segunda comportaba riesgos. El califa deseaba aclarar la sucesión antes de morir y designar heredero a su hijo Yazid. Mu'awiya planeó cuidadosamente el traslado del poder a su hijo, manteniendo su ambición en secreto mientras preparaba el terreno, e invitando delegaciones de todas las provincias para despedirlos llenos de regalos luego de haberlos persuadido a apoyar para su plan. Además, presionó a Yazid a que cambiara su forma de vida para hacerlo aceptable como sucesor. Muawiya tuvo éxito en el sentido de que la medida no parece haber provocado ninguna oposición por parte de los miembros de las tribus de las provincias. La oposición que hubo provino de un grupo relativamente pequeño de personas que pueden haber considerado que tenían derechos sobre el califato.
Muawiya finalmente anunció el nombramiento en 676, aunque no existían precedentes de sucesión hereditaria y el gesto suscitó la oposición de diversos grupos, que lo consideraban una corrupción del califato, transformado así en mera monarquía. Muawiya convocó una consulta en Damasco y se granjeó el apoyo de los representantes de varias provincias mediante habilidad y sobornos. Sin embargo, los hijos de varios de los principales compañeros de Mahoma como Huseín ibn Ali, Abd Allah ibn al-Zubayr, Abdalá ibn Umar y Abderramán ibn Abi Bakr, que, por su ascendencia, también podían optar al cargo, se opusieron a la candidatura de Yazid, aunque las amenazas de Muawiya y el reconocimiento general de Yazid en los territorios musulmanes silenciaron temporalmente a la oposición.
La primera guerra civil no había aclarado a quién correspondía la jefatura de la comunidad musulmana y las disensiones resurgieron tras morir Muawiya en abril del 680, tras fungir como califa por casi veinte años. El difunto había advertido a Yazid que Huseín e Ibn al-Zubayr quizá pondrían en tela de juicio su autoridad y le aconsejó hacerles frente militarmente si lo hacían. Consideraba a Ibn al-Zubayr especialmente peligroso y aconsejó a Yazid que lo tratase con dureza a menos que se sometiese. Tras hacerse con el título califal, Yazid ordenó a Walid ibn Utba ibn Abi Sufyán, a la sazón gobernador de Medina y primo suyo, que obtuviese el reconocimiento de Huseín, Ibn al-Zubayr e Ibn Umar, por la fuerza si resultaba necesario. Ibn Utba solicitó el parecer de su pariente Marwán ibn al-Hakam, que le aconsejó que exigiese el sometimiento de Ibn al-Zubayr y de Huseín al considerarlos una amenaza, pero que no molestase a Ibn Umar, al que creía inofensivo. Así lo hizo Ibn Utba, que convocó a su presencia a los dos primeros, si bien Ibn al-Zubayr en vez de acudir escapó a La Meca. Sí lo hizo Huseín que, sin embargo, se negó a jurar lealtad en la reunión privada, exigiendo hacerlo públicamente. Marwán amenazó con encarcelarlo, pero Ibn Utba era remiso por el parentesco que unía a aquel con Mahoma. Finalmente Huseín partió hacia La Meca pocos días después, sin haber jurado lealtad a Yazid. Las tensiones y desacuerdos que Muawiya había logrado sofocar reaparecieron tras su muerte, durante el reinado de Yazid y se agudizaron al fallecer este, en un momento de debilidad temporal de la autoridad omeya.

## Alzamientos contra Yazid y colapso del poder omeya

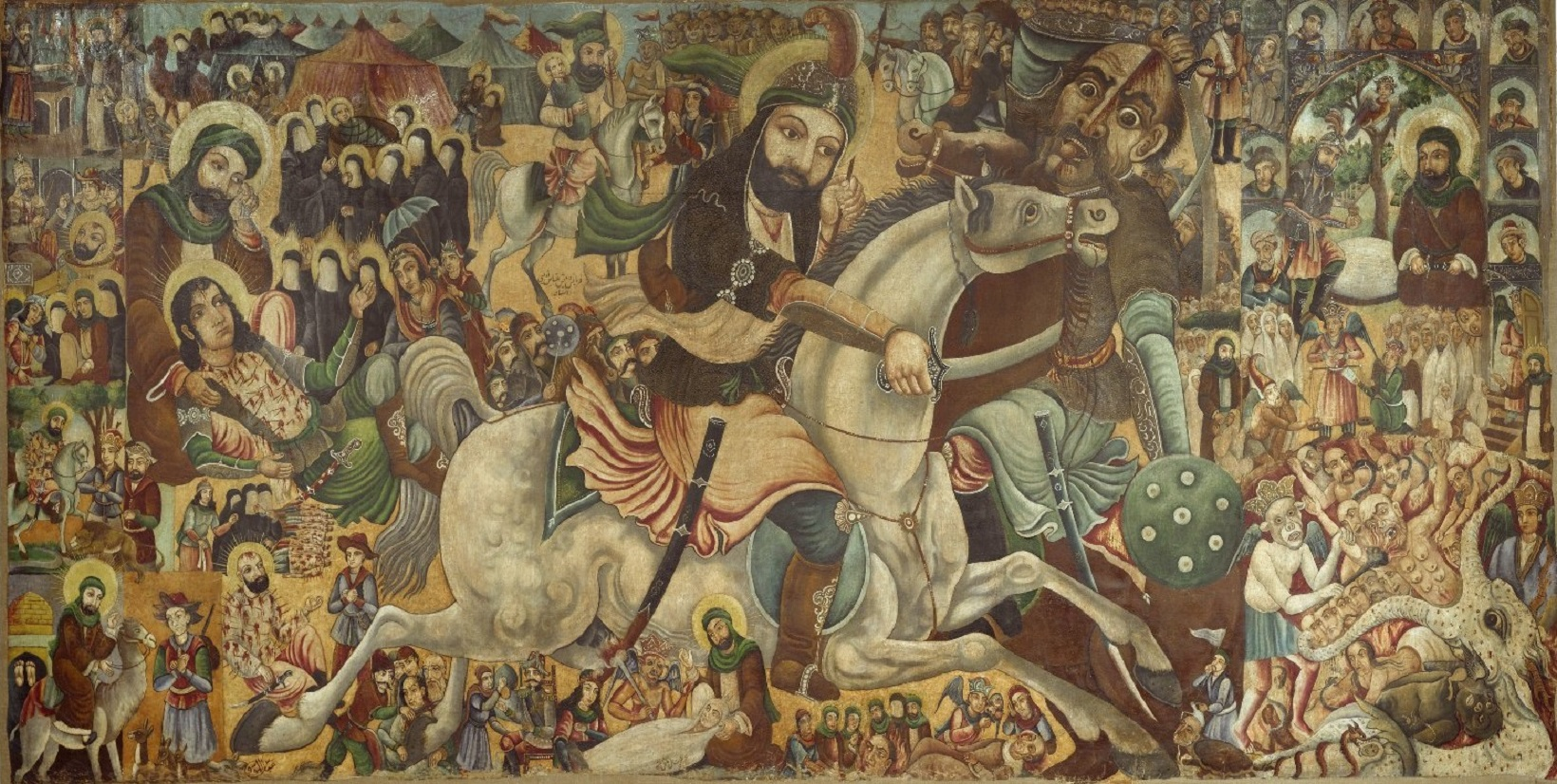
Batalla de Karbala, pintura iraní en el Museo de Brooklyn.

### Revuelta de Huseín ibn Alí
Huseín, hijo del califa ortodoxo Alí y nieto del profeta Mahoma, gozaba de gran apoyo en Kufa, cuyos habitantes habían combatido contra los omeyas y sus seguidores levantinos durante la primera fitna. Les había disgustado la abdicación de Hasán y eran muy hostiles a la autoridad de los omeyas. Ya habían intentado animar a Huseín a rebelarse contra Muawiya tras la muerte de Hasán en el 669, aunque sin lograrlo. Los partidarios de los alíes en Kufa volvieron a tratar de que Huseín los acaudillase en un alzamiento contra Yazid tras fallecer Muawiya. Huseín, que seguía en La Meca, despachó a su primo Muslim ibn Aqil para averiguar cuál era la situación en la ciudad; este fue muy bien recibido en ella y acabó aconsejando a Huseín que acudiese para reunirse allí con sus partidarios. Yazid destituyó al gobernador Numan ibn Bashir al-Ansari debido a su pasividad ante las maquinaciones de Ibn Aqil y lo sustituyó por Ubaidalá ibn Ziyad, hasta entonces gobernador de Basora. Este aplastó el conato de rebelión por orden del califa y ajustició a Ibn Aqil. Sin embargo, Huseín partió hacia Kufa, animado por la carta de su primo y sin saber la suerte que había corrido este. Ibn Ziyad apostó piquetes en las rutas que conducían a la ciudad con la esperanza de detenerlo. Los soldados lo alcanzaron en Kerbala, una llanura situada al norte de Kufa. Luego llegaron otros cuatro mil más para obligarlo a someterse a la autoridad de Yazid. Las dos partes negociaron durante varios días, pero Huseín siguió negándose a jurar lealtad a Yazid, por lo que finalmente fue muerto junto con setenta de sus compañeros en la batalla de Kerbala del 10 de octubre del 680.
Huseín fue rápidamente transformado en mártir por los musulmanes que buscaban dirección política y religiosa de la familia del Profeta, es decir, los primeros chiíes. En el largo plazo, la horripilante matanza en Kerbala llegó a ejemplificar la brutalidad omeya y a brindar inspiración a subsiguientes movimientos chiíes, en especial porque siguió a otros casos de abuso sufianí (esto es, de Muawiya o sus descendientes) contra los chiíes, como la ejecución por parte de Muawiya de Hujr ibn Adi, uno de los compañeros de Mahoma y chií de Kufa. Se suele citar frecuentemente esta batalla como la ruptura definitiva entre los suníes y los chiíes y sigue siendo un suceso fundamental de la tradición histórica chií; las muertes de Huseín y sus compañeros se siguen conmemorando cada año durante el Día de Ashura. A corto plazo, la muerte de Husáin agravó la crisis para el sucesor de Muawiya.

### Oposición en La Meca y Medina
La oposición de Abdalá ibn al-Zubayr, hijo del compañero de Mahoma Zubair ibn al-Awwam y nieto del primer califa Abu Bakr (632-634), a Yazid creció tras la muerte de Huseín. Ibn al-Zubayr fue recabando apoyos secretamente en La Meca, aunque públicamente se limitó a solicitar que se celebrase una consulta para escoger un nuevo califa. Yazid trató primero de atraérselo enviándole regalos y delegaciones para que intentasen pactar con él. Estas maniobras fracasaron, por lo que Yazid optó finalmente por enviar a Amr, hermano de Ibn al-Zubayr con el que mantenía malas relaciones, al frente de un contingente militar que debía detenerlo. Sin embargo, Amr fue derrotado y pasado por las armas. A la creciente influencia de Ibn al-Zubayr en Medina se sumó la desilusión de sus habitantes con la autoridad omeya y con los proyectos agrícolas de Muawiya, que incluían la confiscación de sus tierras para aumentar los ingresos gubernamentales. Yazid invitó a los notables de Medina a Damasco y trató de atraérselos con regalos, pero no lo consiguió. Al volver a Medina contaron el lujo en que vivía Yazid y sus hábitos, que muchos consideraron impíos, pues entre ellos estaba el beber vino, cazar con perros y escuchar música, pues era melómano. Los medineses acabaron por rebelarse contra Yazid acaudillados por Abdalá ibn Hanzala; expulsaron al gobernador fiel al califa, su sobrino Uzmán ibn Muhammad ibn Abi Sufian, y a los omeyas que residían en la ciudad. Yazid reaccionó enviando un ejército de doce mil soldados al mando de Muslim ibn Uqba para que recobrase el Hiyaz. Los dos bandos entablaron negociaciones que fracasaron; a continuación los rebeldes fueron vencidos en la batalla de al-Harra y las tropas califales saquearon Medina durante tres días. El ejército obligó a los rebeldes a someterse nuevamente a la autoridad de Yazid y a continuación prosiguió la marcha hacia La Meca para hacer lo mismo con Ibn al-Zubayr.
Ibn Uqba murió de camino, por lo que el mando del ejército pasó a Huseín ibn Numair, que asedió La Meca a partir de septiembre del 683. El cerco duró varias semanas y como consecuencia de él la Kaaba se incendió. La repentina muerte de Yazid en noviembre del 683 puso fin a la campaña militar. Ibn Numair partió con sus soldados hacia el Levante tras intentar vanamente que Ibn al-Zubayr lo acompañase y aceptase ser nombrado califa.

## Califato rival de Ibn al-Zubayr
El fallecimiento de Yazid y la retirada del ejército levantino dejó el Hiyaz y casi toda Arabia en poder de Ibn al-Zubayr, que se proclamó califa. Al poco Egipto reconoció su autoridad, seguido por Irak, a cuyo gobernador omeya, Ibn Ziyad, lo expulsó la nobleza tribal (ashraf). En las provincias meridionales persas de Fars y Kermán se acuñaron monedas en nombre de Ibn al-Zubayr.

### Disputa por el Levante

Zonas dominadas por Ibn al-Zubayr tras la muerte de Muawiya II, en anaranjado.

Muawiya II fue nombrado califa al morir su padre, Yazid, pero solo reconocían su autoridad algunas zonas del Levante. Además, falleció pocos meses después sin dejar un heredero de la familia, sufianí, que pudiese asumir el cargo califal. Las tribus qais del norte del Levante tomaron partido por Ibn al-Zubayr, al igual que los gobernadores de las provincias levantinas de Homs, Qinnasrin y Palestina; el gobernador de Damasco, Dahak ibn Qais, también tendía a reconocer su autoridad. Muchos omeyas, entre ellos el principal en aquel momento, Marwán ibn al-Hakam, también eran partidarios de reconocer la autoridad del califa arábigo. Sin embargo, las tribus partidarias de los omeyas, en especial los Banu Kalb, señoreaban la provincia de Jordania, gozaban de apoyo en Damasco y estaban decididas a que el cargo de califa recayese en un omeya. El jefe kalbí Ibn Bahdal era pariente político de los califas sufianíes merced a su matrimonio y su tribu había disfrutado de privilegios durante sus reinados. En consecuencia, deseaba entronizar al hijo menor del difunto Yazid, Jalid. Ibn Ziyad persuadió a Marwán para que se postulase también para el cargo, ya que los partidarios de que lo obtuviese un omeya que no pertenecían a la confederación kalbí consideraban a Jalid demasiado joven para desempeñarlo. Así, una reunión de las tribus filoomeyas reunida en Gabita —territorio kalbí— en junio del 684 proclamó califa a Marwán. Las tribus partidarias de Ibn al-Zubayr rehusaron reconocer el nombramiento y los dos bandos, el que admitía la autoridad de Marwán y el que lo rechazaba, libraron la batalla de March Rahit en agosto del 684, en la que la victoria correspondió a los primeros y muchos de los jefes de los qaisíes favorables a Ibn al-Zubayr perecieron.
El advenimiento de Marwán fue un punto de inflexión en el conflicto: el Levante quedó reunido nuevamente bajo la autoridad omeya y el califa emprendió a partir de entonces el sometimiento del resto de territorios musulmanes. Marwán y su hijo Abd al-Aziz expulsaron al gobernador subairí de Egipto con la colaboración de las tribus de la región, y la ofensiva enemiga contra Palestina, encabezada por Musab, fue rechazada, aunque el intento omeya de recobrar el Hiyaz fracasó en un choque que se disputó cerca de Medina. Marwán envió a Ibn Ziyad a recobrar Irak.  Marwán falleció en abril del 685 y le sucedió su hijo Abd al-Malik.

### Rivalidad en las provincias orientales
Más o menos en la época en la que falleció el califa Yazid, estalló en Zabulistán —región oriental dependiente de la provincia de Sistán— la rebelión del Zunbil, que apresó a Abú Ubaida, hermano del gobernador Yazid ibn Ziyad. Este atacó al rebelde, pero fue derrotado y muerto. Otro de sus hermanos, Salm, a la sazón gobernador del Jorasán, provincia que por entonces abarcaba el norte del Irán moderno además de otras regiones de Asia central y el moderno Afganistán, nombró a Talha ibn Abdalá al-Juzai nuevo gobernador de Sistán. Este logró liberar a Abú Ubaida pagando rescate por él, pero murió al poco.
El debilitamiento de la autoridad central permitió la agudización de los enfrentamientos tribales que los inmigrantes árabes llegados a Persia oriental en los ejércitos musulmanes habían llevado consigo. Así, el gobernador que sucedió en el cargo a Ibn Abdalá al-Juzai, de la tribu Rabia, fue expulsado al poco de ser nombrado por los adversarios de su tribu, los Mudar. Las escaramuzas tribales continuaron hasta la llegada del gobernador Abd al-Aziz ibn Abdalá ibn Amir, fiel a Ibn al-Zubayr, a finales del 685; este puso fin a las luchas entre las tribus y sofocó la rebelión del Zunbil.
Salm ocultó durante algún tiempo el fallecimiento del califa Yazid a la población de Jorasán. Cuando finalmente se conoció, sus tropas le juraron lealtad, aunque poco después se sublevaron contra él y lo expulsaron de la región. Partió en el verano del 684, tras nombrar para ocupar su antiguo cargo a Abdalá ibn Jazim al-Sulami, mudarí. Ibn Jazim se sometió a Ibn al-Zubayr, pero no pudo controlar las disputas entre su tribu y la de los Rabia. Estos rehusaban reconocer la autoridad de Ibn al-Zubayr debido al odio que tenían por el gobernador mudarí, que, pese a todo, logró someterlos finalmente, aunque entonces estalló un nuevo levantamiento, esta vez de unos antiguos aliados del gobernador, los Banu Tamim. Las luchas tribales por dominar el Jorasán duraron varios años y en ellas pereció Ibn Jazim en el 691. La autoridad de Ibn al-Zubayr en la zona no pasaba de ser teórica, especialmente en el Jorasán, donde Ibn Jazim gobernaba independientemente en la práctica.

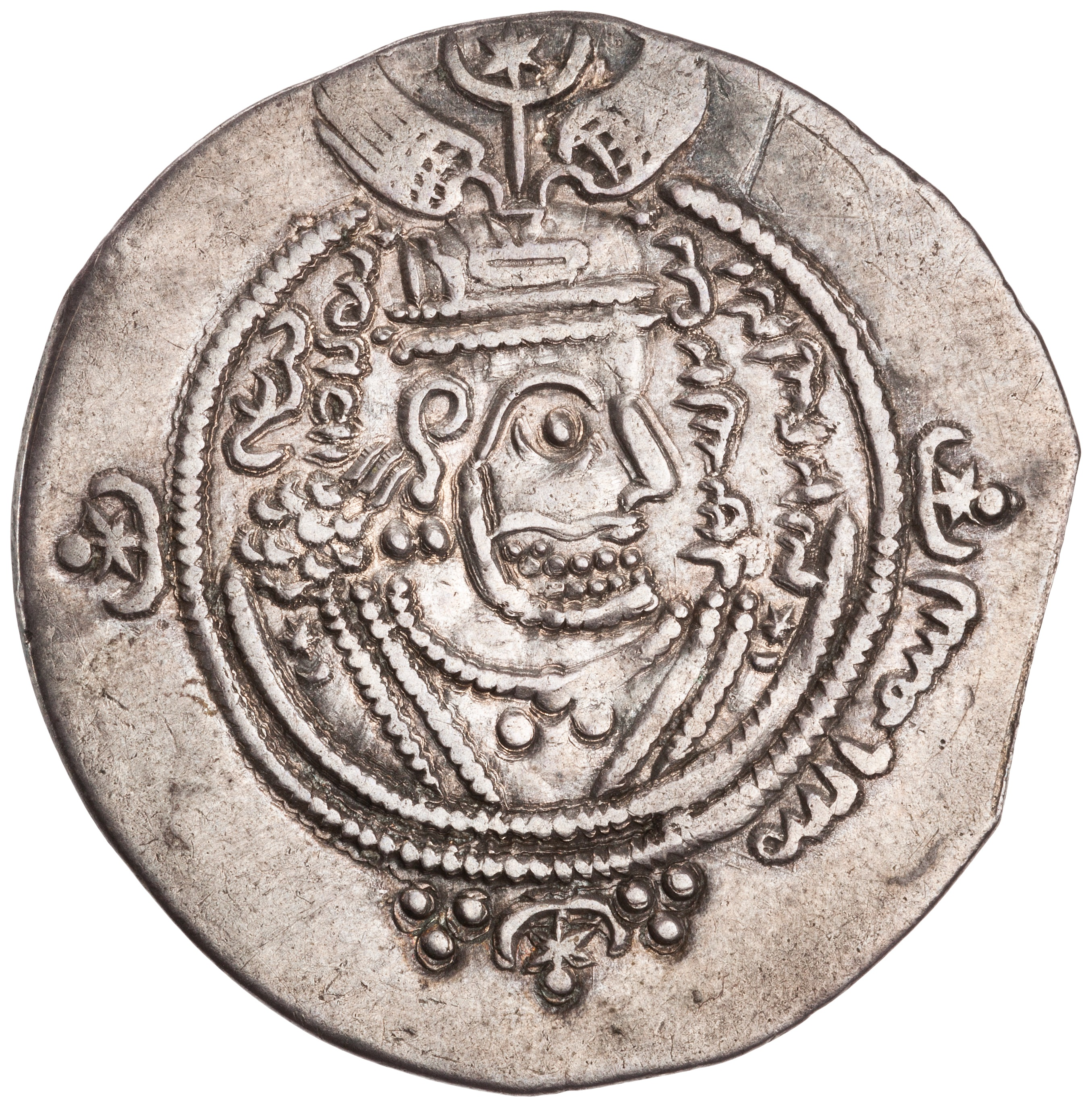
Dirham de estilo sasánida de Ibn al-Zubayr

### Debilitamiento de Ibn al-Zubayr
Ibn al-Zubayr se había coligado al principio con los jariyíes, contrarios tanto a los omeyas como a los alíes, pero cuando se proclamó califa condenó sus creencias y rechazó sus ideas de gobierno, lo que causó la ruptura de la liga. Un grupo de jariyíes emigró a Basora y el resto al centro de Arabia, desde donde comenzaron a socavar la autoridad de su antiguo aliado. Hasta entonces a Ibn al-Zubayr también lo había apoyado el noble filoalí de Kufa Mujtar al-Thaqafi, contrario a Yazid. Sin embargo, Ibn al-Zubayr le negó un importante cargo oficial que antes le había prometido, por lo que en abril de 684, al-Thaqafi abandonó sus filas y comenzó a agitar en favor de los alíes en Kufa.

## Movimientos proalíes

### Levantamiento de los «penitentes»
Algunos de los partidarios de los alíes en Kufa, que deseaban expiar lo que consideraban el pecado de no haber socorrido a Huseín, se unieron bajo la autoridad de Solimán ibn Surad, antiguo compañero de Mahoma y aliado de Alí, para combatir a los omeyas. Se dieron el nombre de «penitentes» (tauabin) y se mantuvieron en la clandestinidad mientras los omeyas controlaron Irak. Sin embargo, tras el fallecimiento del califa Yazid y la posterior expulsión de Ibn Ziyad de la zona, los rebeldes empezaron a actuar abiertamente, clamando venganza por la muerte de Huseín. Recabaron amplio apoyo en Kufa, pero carecían de programa político de gobierno: su objetivo principal era el castigo de los omeyas o el martirio en caso de derrota. Al-Thaqafi trató de organizar mejor el movimiento para poder hacerse con el control de la ciudad, tras haber regresado a ella, pero la gran autoridad de Ibn Surad entre sus seguidores frustró el intento. Cuatro mil de los dieciséis mil hombres que se unieron al movimiento fueron llamados para formar un ejército que partió a enfrentarse a los omeyas en noviembre del 684, tras dedicar un día al luto por la muerte de Huseín ante su tumba en Kerbala. Los ejércitos de los dos bandos se encontraron en enero del 685 y disputaron la batalla de Ain al-Uarda en la Mesopotamia superior. La lid duró tres días y en ella pereció el grueso de los «penitentes», entre ellos el mismo Ibn Surad; unos pocos supervivientes lograron escapar de la matanza y volver a Kufa.

### Alzamiento de Mujtar al-Thaqafi
Al-Thaqafi abogó por vengarse de los que había matado a Huseín y por instaurar un califato alí en nombre del hijo de Alí, Muhammad ibn al-Hanafiyya, de quien se proclamaba representante, desde que volvió a Kufa. La derrota de los «penitentes» hizo de él la cabeza del partido alífilo en Kufa. Arrebató el poder en la ciudad al gobernador nombrado por Ibn al-Zubayr en octubre del 685, merced al apoyo de sus seguidores, muchos de los cuales eran maulas (conversos no árabes). Su autoridad se extendía por la mayor parte de Irak y algunas zonas del noroeste de Irán. El favor que dispensaba a los maulas, a los que equiparó a los árabes, hizo que se rebelase la nobleza tribal árabe. Al-Thaqafi sofocó la revuelta y luego ajustició a los ciudadanos de Kufa que habían participado en la muerte de Huseín, entre ellos Umar ibn Saad, que había mandado el ejército contra el que había luchado Huseín cuando encontró la muerte. Estas medidas impelieron a muchos nobles árabes de Kufa a huir a Basora.
Al-Thaqafi envió al general Ibrahim ibn al-Ashtar a enfrentarse a un ejército omeya que acudió a recobrar la provincia al mando de Ibn Ziyad. El ejército omeya resultó vencido en la batalla de Jazir en agosto del 686 e Ibn Ziyad pereció. En Basora, Muhammad ibn al-Ashaz, Shabaz ibn Ribi y otros refugiados de Kufa deseaban regresar a su ciudad y recuperar sus antiguos privilegios, por lo que convencieron al gobernador Musab ibn al-Zubayr, hermano menor de Abdalá ibn al-Zubayr, para que atacase Kufa. Al-Thaqafi despachó nuevamente a su ejército, esta vez a enfrentarse a Musab ibn al-Zubayr, pero resultó vencido en el primer choque que libraron las dos fuerzas en Madhar, cerca del Tigris, entre Basora y Kufa. El ejército vencido se retiró a Harura, un pueblo cercano a Kufa, pero las huestes de Musab ibn al-Zubayr lo aniquilaron en la posterior batalla de Harura. Al-Thaqafi y los seguidores que aún le quedaban se refugiaron en el palacio de Kufa, que Musab ibn al-Zubayr cercó. Al-Thaqafi falleció cuatro meses después, en abril del 687, cuando hostigaba a los sitiadores. Unos seis mil de sus partidarios se rindieron, si bien no salvaron por ello la vida: Musab ibn al-Zubayr los pasó por las armas por insistencia del hijo de Ibn al-Ashaz, Abderramán, y de otros nobles árabes. La muerte de al-Thaqafi redujo a dos los bandos contendientes de la guerra civil: el de los omeyas y el de los subairíes.

## Victoria omeya
Ibn Ziyad había marchado a reconquistar Irak tras el advenimiento al trono califal de Marwán en junio del 684. Venció a los «penitentes» en Ain al-Uarda. Sin embargo, los qaisíes se habían reagrupado en la Mesopotamia superior tras el descalabro que habían sufrido en March Rahit y durante un año frustraron los intentos de Ibn Ziyad de recobrar la región; seguían apoyando a los subairíes. Ibn Ziyad era incapaz de vencerlos mientras se mantuviesen en sus fortalezas, por lo que finalmente decidió arrebatar Mosul al gobernador que la defendía en nombre de al-Thaqafi. Para ello envió un contingente de tres mil jinetes, que vencieron al enemigo en julio del 686, pero se retiraron ante la superioridad numérica de este. Ibn Ziyad pereció un mes después en la batalla de Jazir, en la que venció el ejército de al-Thaqafi, para entonces con mayores fuerzas. El fallecimiento de Ibn Ziyad hizo que Abd al-Malik abandonase los planes de recuperar Irak durante varios años y se centrase en afianzar su poder en el Levante, pues las disensiones en la región y la nueva guerra con los bizantinos lo hacían peligrar. Pese a todo, emprendió dos expediciones fallidas a Irak (en el 689 y en el 690), e instigó la fracasada revuelta contra los subairíes en Basora, que desató el duro castigo de Musab ibn al-Zubayr contra sus partidarios en la ciudad.
Abd al-Malik retomó las operaciones en Irak finalmente tras firmar una tregua con los bizantinos y aplastar la oposición en el Levante. Asedió la fortaleza qaisí de Qarqisia, en la Mesopotamia superior, en el 691. No pudo expugnarla, pero se granjeó el apoyo de los qaisíes mediante concesiones y promesas de perdón. Sumó a estos antiguos enemigos a su ejército y prosiguió la marcha para enfrentarse a Musab ibn al-Zubayr, cuya posición se había debilitado por varios motivos. Los jariyíes habían reanudado las incursiones en Arabia, Irak y Persia tras la desaparición de la autoridad central debida a la guerra civil. En el Irak oriental y en Persia, una facción jariyí, la azraquita, había arrebatado Fars y Kermán a los subairíes en el 685, y seguía haciendo incursiones en las tierras de Musab ibn al-Zubayr. Los habitantes de Kufa y Basora se habían vuelto en su contra por las matanzas y la represión de los partidarios de al-Thaqafi y de Abd al-Malik. Esto hizo que Abd al-Malik pudiese hacer que muchos de los que hasta entonces habían sido subairíes se pasasen a su bando. Musab ibn al-Zubayr no podía enfrentarse con él con probabilidades de vencer, puesto que gran parte de sus tropas y su general más veterano, Muhallab ibn Abi Sufra, se hallaban en Basora para protegerla de las correrías jariyíes. Fue efectivamente derrotado y muerto en la batalla de Maskin de octubre del 691.
Abd al-Malik envió al general Hachach ibn Yusuf contra Abdalá ibn al-Zubayr tras haberse adueñado de Irak y luego de la mayoría de los territorios que dependían de él; este se encontraba cercado en el Hiyaz por otro grupo jariyí que acaudillaba Nachda ibn Amir. Este había fundado un Estado independiente en el Néyed y Yamama en el 685, había conquistado Yemen y Hadramaut en el 688 y ocupado Taif en el 689. Ibn Yusuf no se encaminó inmediatamente a La Meca, sino que se instaló en Taif, desde donde venció en varias escaramuzas a las fuerzas subairíes. Mientras, huestes levantinas se hicieron con Medina, que arrebataron al gobernador subairí, y marcharon luego a colaborar con Ibn Yusuf, que para entonces había emprendido el asedio de La Meca (marzo del 692). El sitio duró entre seis y siete meses; el grueso de las fuerzas de Ibn al-Zubayr acabaron rindiéndose y él pereció en combate con sus últimos fieles en octubre o noviembre del 692. Su muerte entregó el control del Hiyaz a los omeyas y marcó el fin de la guerra civil. Ibn Yusuf batió a los jariyíes de Nachda ibn Amir poco después, aunque los azraquitas y otros grupos jariyíes siguieron actuando en Irak hasta ser debelados finalmente entre el 696 y el 699.

## Consecuencias

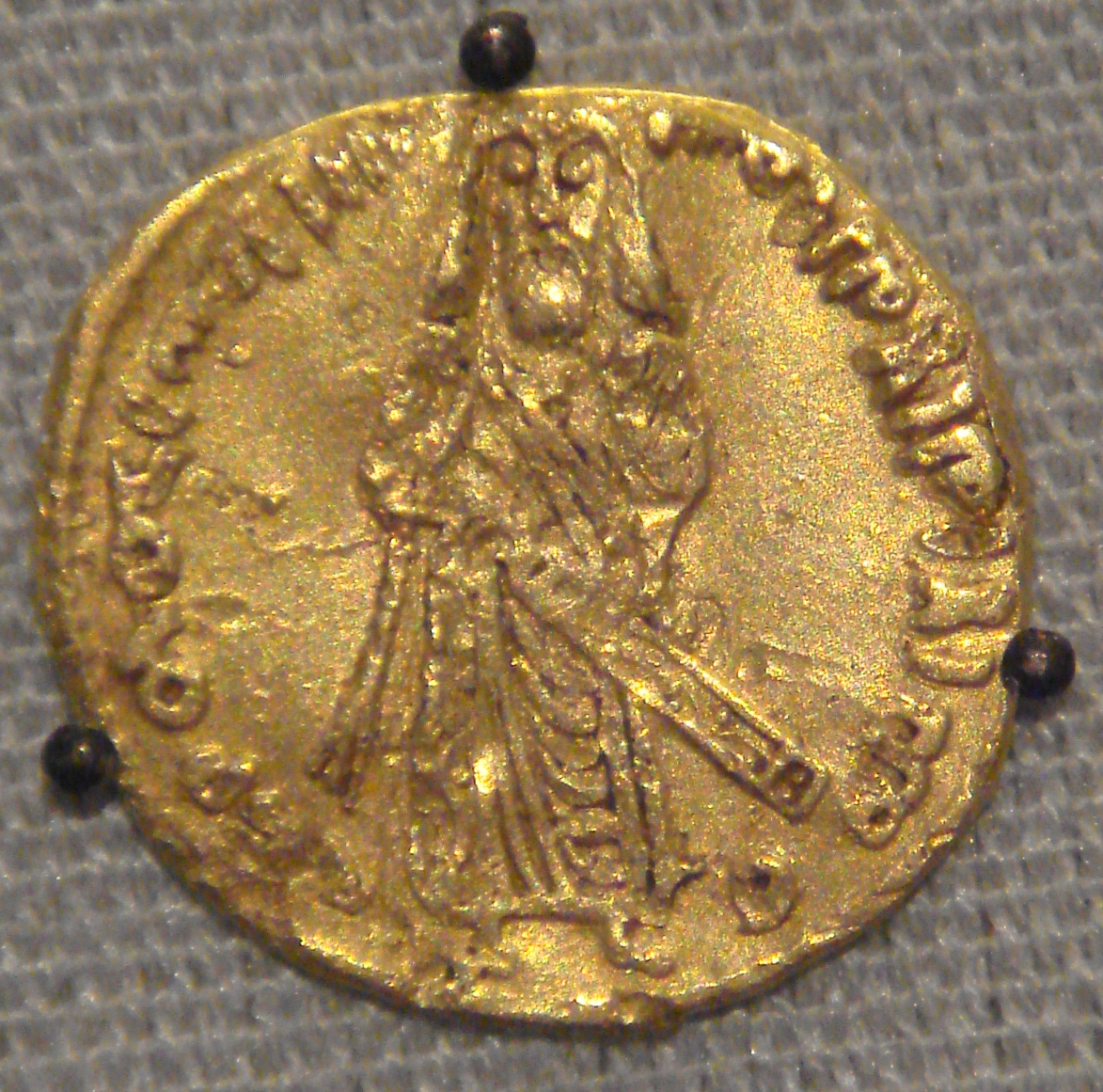
Primer dinar omeya en el que aparece Abd al-Malik

La victoria de Abd al-Malik restableció la autoridad omeya y afianzó el carácter hereditario del título califal. Abd al-Malik y sus descendientes, además de dos de sus sobrinos, reinaron durante los siguientes cincuenta y ocho años, hasta que fueron destronados por la rebelión abasí del 750.

### Cambios administrativos
Abd al-Malik implantó una serie de importantes cambios en la Administración califal tras vencer en la guerra. Muawiya había reinado merced a sus contactos personales con sus leales y no había dependido de sus parientes. Había organizado un ejército levantino bien adiestrado, que solamente empleó contra los bizantinos; en los territorios musulmanes la diplomacia le bastó para imponerse. Fueron nobles de las tribus árabes (ashraf) y no funcionarios gubernamentales los que habían servido de intermediarios entre los gobernadores provinciales y la población. Las unidades militares de las provincias se reclutaban entre las tribus de la zona y su mando se otorgaba precisamente a los nobles de las tribus. Las provincias conservaban gran parte de los impuestos recaudados en ella y enviaban una fracción reducida al califa. El sistema administrativo de las tierras conquistadas se había conservado y así los funcionarios que habían servido a los persas sasánidas o a los bizantinos conservaron sus puestos en la Administración musulmana. También se siguieron usando oficialmente los idiomas de las provincias sometidas y las monedas tanto bizantinas como sasánidas siguieron siendo de curso legal en los territorios conquistados a estos imperios.
Sin embargo, el que algunos nobles de las tribus como Dahak, Ibn Jazim y otros de Irak hubiesen tomado partido por Ibn al-Zubayr durante la contienda civil hizo pensar a Abd al-Malik que el sistema descentralizado que había empleado Muawiya no se podía mantener fácilmente, por lo que decidió sustituirlo por otro más centralizado. Se creó un ejército profesional en el Levante, que se empleó para imponer la autoridad gubernamental en las provincias. Además, los puestos clave del Gobierno pasaron a ocuparlos parientes cercanos del califa. Por añadidura, Abd al-Malik exigió a los gobernadores que enviasen el superávit de lo recaudado a la capital. Asimismo, se hizo del árabe el idioma oficial de la Administración y se implantó una divisa islámica única que sustituyó a las monedas bizantinas y sasánidas en circulación, lo que acentuó el carácter musulmán del gobierno omeya. El califa eliminó además las pensiones que se pagaban a aquellos que habían participado en las primeras expediciones musulmanas y fijó una soldada fija para los soldados en activo. El modelo que implantó Abd al-Malik fue adoptado luego por gobiernos musulmanes posteriores.

### Disensiones tribales
La larga rivalidad entre los árabes septentrionales y meridionales surgió en esta época, tras la batalla de March Rahit. Se plasmó en la división entre los Mudar encabezados por los Banu Tamim y la liga Azd-Rabia de Irak y las provincias orientales del califato. La enemistad hizo que las tribus se organizasen en dos grandes confederaciones que abarcaban todo el territorio califal: la septentrional o de Qais-Mudar y su adversaria meridional o yemení. Estos términos eran más políticos que geográficos, ya que, por ejemplo, los Rabia, árabes del norte, pertenecían a la confederación yemení o sureña. Los califa omeyas trataron de guardar el equilibrio entre los dos grupos, pero ello no impidió que el odio que se profesaban marcase profundamente el mundo árabe durante las décadas que siguieron al conflicto. Algunas tribus que al comienzo no tomaron partido por ninguna de las dos agrupaciones acabaron por hacerlo y la rivalidad constante entre las dos confederaciones, deseosas de extender su poder e influencia, dominó la política del califato omeya, originó inestabilidad en las provincias, fomentó el estallido de la tercera fitna y coadyuvó en la caída final de los omeyas a manos de los abasíes. La división no acabó con el fin de los omeyas: en el siglo XIX seguían disputándose combates en Palestina entre grupos que mantenían los nombres de Qais y Yaman.

### Acontecimientos sectarios y escatológicos

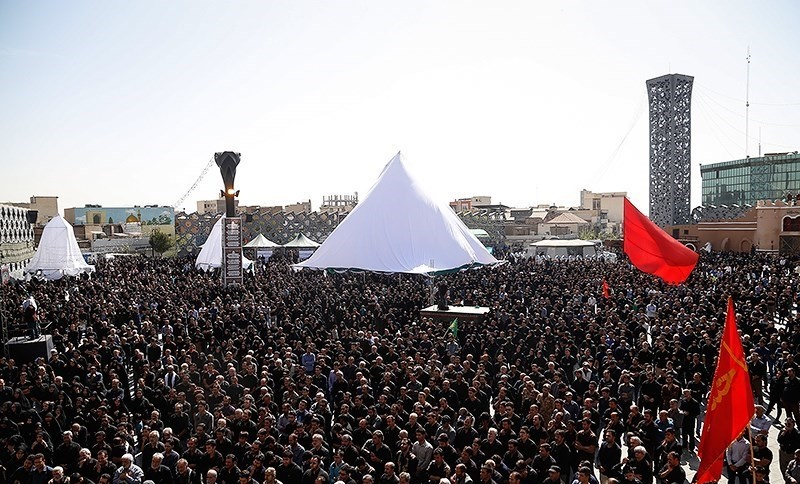
Procesión de la Ashura en Teherán

La muerte de Huseín suscitó un gran conmoción y sirvió para reforzar la oposición a Yazid y hacer de ella un movimiento antiomeya que respaldaba las aspiraciones de los alíes. La batalla de Kerbala contribuyó a la separación definitiva de los grupos que luego se denominaron chiita y suní, ambas confesiones islámicas: hizo del chiismo, que hasta entonces había sido una postura política, un movimiento religioso. Los musulmanes chiitas siguen rememorándolo todos los años en la Ashura. La derrota en la guerra de Mujtar al-Thaqafi también supuso el fin del chiismo exclusivamente árabe, y la integración en él de los maulas (conversos no-árabes), marginados y explotados social y económicamente, que buscaron en él el fin de sus agravios. Los musulmanes no árabes no habían desempeñado papel político de relevancia hasta entonces. La derrota de al-Thaqafi no hizo desaparecer su movimiento por completo: pervivió en la secta radical chiita de los caisaníes, que añadieron elementos teológicos y escatológicos que influyeron en la evolución del chiismo. Los abasíes aprovecharon en su favor la red clandestina de predicadores caisaníes durante su levantamiento contra los omeyas y de hecho la mayoría de sus partidarios eran chiitas no árabes.

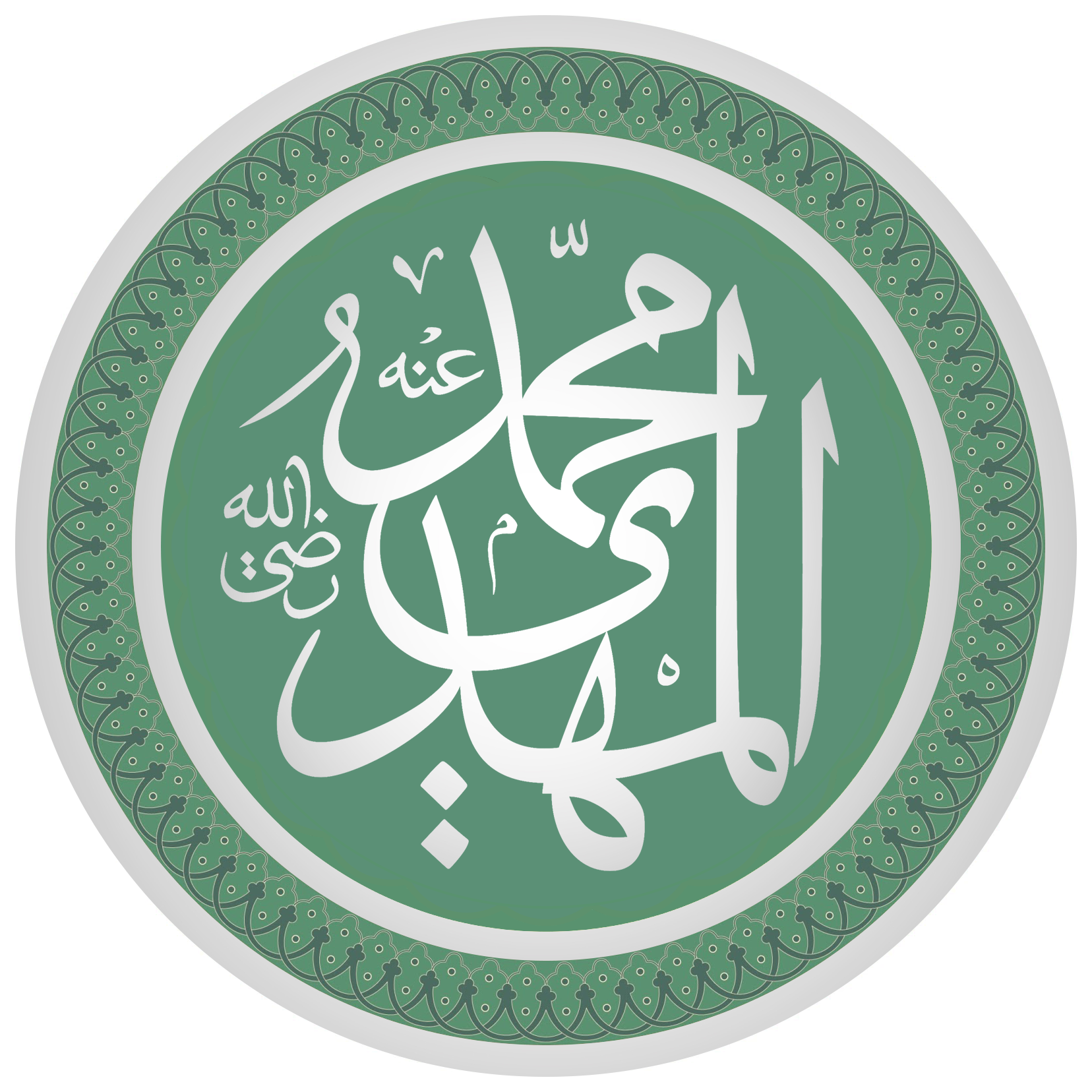
Representación caligráfica del nombre del mahdi tal como aparece en la mezquita del Profeta de Medina

La segunda fitna también fue el momento en el que surgió la idea del mesías islámico o mahdi. Al-Thaqafi le dio el título a Muhammad ibn al-Hanafiya, hijo de Alí (aunque no por Fátima). El título lo habían ostentado anteriormente Mahoma, Alí y Huseín, entre otros, en calidad honorífica, pero al-Thaqafi le dio un sentido mesiánico: para él era el caudillo guiado por Dios que salvaría al islam. Muchos interpretaron la rebelión de Ibn al-Zubayr como un intento por retomar los valores originales de la comunidad islámica y recabó el apoyo de los descontentos con el gobierno omeya. Para estos, la derrota de Ibn al-Zubayr suponía el fin de sus esperanzas de restaurar su ideal de gobierno. Algunos episodios de su existencia ya eran hadices atribuidos a Mahoma en vida de Ibn al-Zubayr: las desavenencias sobre quién debía ostentar el título de califa tras la muerte de Muawiya I, la fuga del mahdi de Medina a La Meca, el que se refugiase en la Kaaba, la derrota del ejército que envió contra él alguien cuya tribu maternal era la de los Banu Kalb (Yazid I) o el reconocimiento de la autoridad del mahdi por los justos del Levante e Irak; todos ellos fueron más tarde atribuidos al futuro mahdi que debía aparecer para restaurar lo que se consideraba la antigua gloria la comunidad islámica. Esta idea se sumó luego a la doctrina islámica.